# Raymond Lukács
Raymond Barna Lukács (n. 30 mai 1988, Sălacea, jud.Bihor) este un fotbalist român care joacă pentru echipa maghiară Kisvárda, pe postul de atacant.